# Project Gotham Racing 4
Project Gotham Racing 4 is de vierde titel uit de Project Gotham Racing serie, is ontwikkeld door Bizarre Creations en uitgegeven door Microsoft. Project Gotham Racing 4 wordt enkel uitgegeven voor de Xbox 360

## Nieuwe onderdelen

### Weer
De meest opvallende toevoeging aan PGR4 is een scala aan geavanceerde weersomstandigheden. Deze beïnvloeden de look van het spel maar ook de besturing. Het weer kan in één race veranderen van zonneschijn naar regen naar hagel. Een Xbox 360 aangesloten op Xbox Live kan de werkelijke weersomstandigheden kopiëren naar het spel zodat deze tijdens de race kunnen worden weergegeven.
Het spel kan tien weertypes simuleren waaronder zonnig, bewolkt, lichte en harde storm, mist, sneeuw en ijs. Bij het zelf creëren van een race is het weer volledig eigenhandig instelbaar. In carrière modus is het weer van tevoren bepaald om een bepaalde opdracht moeilijker of makkelijker te maken.

### Tracks
"PGR4" bevat alle tracks die ook te vinden waren in het derde deel uit de serie; Tokyo, New York, Nürburgring, Londen en Las Vegas. Er zijn ook nieuwe steden toegevoegd; Shanghai, Sint-Petersburg, Quebec, Macau en de Michelin Test Track.

### Nieuwe online component
In PGR4 is een nieuwe online modus "Bulldog" genaamd waarbij één speler start als de Bulldog wiens taak het is iedere speler minstens eenmaal aan te raken. Hierbij staat een complete stad tot de beschikking van de speler. Motoren en auto's kunnen het in deze modus tegen elkaar opnemen.

## Voertuigen
PGR4 bevat meer dan 120 voertuigen en keert terug naar de productiemodellen nadat in PGR3 vooral supercars te zien waren.
Klasse A:

Aston Martin DBR9

Caparo T1

Ducati 999R Xerox

Ferrari FXX

Ferrari F50 GT

Gumpert Apollo

Kawasaki Ninja ZX-14

Koenigsegg CCX

Lamborghini Murcielago R-GT

McLaren F1 LM

Mercedes CLK-GTR SuperSport

MV Augusta F4 Senna

Panoz GTR-1 Coupe

Radical SR9 LMP2

RUF Supercar Concept

Saleen S7 Twin Turbo

SSC Ultimate Aero TT

Suzuki GSX1300R Hayabusa Ltd

Suzuki GSX-R1000

Toyota GT-One

Yamaha YZF-R1 (DLC)

Klasse B:

Aprilia Tuono R (DLC)

Ariel Atom 300 Supercharged

BMW K1200R

Callaway C16 Speedster (DLC)

Dodge Viper Competition Coupe

Ducati 998

Ducati Monster S4RS Testastretta

Ferrari 430 Scuderia (DLC)

Ferrari GTO Evoluzione

Ferrari Enzo

Harley Davidson VR-1000

Honda CBR 600 RR

Jaguar XJ220S

Joss Supercar

Lamborghini Murcielago LP640

Maserati MC12

MV Augusta Brutale 910 R

Pagani Zonda F

Palmer-Jaguar JP1

Radical SR3 Turbo

RUF RT12

Suzuki GSX-R600

Ultima GTR

Yamaha YZF-R6

Klasse C:

Aprilia RS 250 (DLC)

Aston Martin DBS V12

BMW M1 Procar

Callaway Sledgehammer

Caterham R500

Chevrolet Corvette Z06

Dodge Viper GT-2

Ferrari 599 GTB Fiorano

Ferrari F430

Ferrari F40

Ford GT

Honda NR 750

Lamborghini Concept M

Lamborghini Gallardo

Lotus Exige GT3

Mercedes-Benz SLR McLaren

MTT Turbine Superbike

Rossion Q1

RUF CTR Yellowbird

RUF RGT

Triumph Speed Triple

TVR Typhon

Volkswagen Golf GTI W12 (DLC)

Klasse D:

Aston Martin V8 Vantage

Aston Martin Vanquish S

Audi R8

BMW F 800 S

BMW M3 DTM (DLC)

BMW M5

Chevrolet ZR1

Ducati Paul Smart 1000 LE

Ferrari 355 F1 GTS

Ford GT40

Honda NSX-R

Lamborghini Diablo VT 6.0 SE

Light Car Company Rocket

Mercedes-Benz CLK DTM AMG

Mitsubishi FQ400

RUF RK Coupe

Shelby Cobra 427

Spyker C8 Laviolette LWB

TVR Sagaris

Klasse E:

Audi RS4

Bentley Continental GT

Cadillac Sixteen Concept

Chevrolet Camaro Convertible Concept

Dodge Challenger Concept

Ferrari Testarossa

Ferrari 250 GTO

Ferrari 365 GTB/4 ("Daytona")

Honda RC 161

Honda S2000 CR (DLC)

Lamborghini Countach LP400

Maserati 250F

Mazda RX-7

Norton 500 Manx

Peugeot Flux (DLC)

Saleen S281E

Shelby GT500E

Subaru Impreza 22B STi

Tesla Roadster

Toyota Supra Turbo

Triumph Trident

Vanwall GPR V12

Klasse F:

Alfa Romeo SZ

Aston Martin DB4 GT Zagato

BSA DBD34 Gold Star

Buell RR 1200

Buick Regal GNX

Chevrolet Stingray

Chevrolet Camaro Z28

Ford Mustang GT 2+2 Fastback

Ford Sierra Cosworth RS500

GMC Syclone

Jaguar D-Type

Lamborghini Miura P400 SV

Lancia Stratos

Lancia Delta Integrale

Lotus Esprit Essex Turbo

Plymouth Hemi Cuda

Klasse G:

Austin Mini Cooper S

Delorean DMC-12

Lotus Cortina

Lotus Europa

Mazda MX-5

Pontiac Firebird